# Lithophane joannis
Lithophane joannis là một loài bướm đêm thuộc họ Noctuidae. Nó được tìm thấy ở Ohio, Kentucky và Michigan.
Chiều dài cánh trước là 15–17 mm. Con trưởng thành bay từ tháng 10 đến tháng 4.